# Krasnoselsko-Kalininskaja-lijn
De Krasnoselsko-Kalininskaja-lijn (Russisch: Красносельско-Калининская линия) is een metrolijn in aanbouw in de Russische stad Sint-Petersburg. De lijn verbindt het noordoosten met het zuidwesten. Het eerste deel van de lijn omvat zes stations in het zuiden van de stad en zal tussen 2022 en 2027 worden opgeleverd. Voor de langere termijn zijn verlengingen voorzien naar het district Kalinin in het noordoosten en verder naar het westen aan de andere kant van de lijn. 

## Stations van het eerste deeltraject
| Station         | Overstappunt        | Foto | Geopend | Opmerkingen |
| --------------- | ------------------- | ---- | ------- | ----------- |
| Karetnaja       | Obvodny kanal       |      | 2027    |             |
| Borovaja        |                     |      | 2027    |             |
| Zastavskaja     | Moskovskieje vorota |      | 2026    |             |
| Bronevaja       | Bronevaja           |      | 2026    |             |
| Poetilovskaja   | Kirovski zavod      |      | 2022    |             |
| Joego Zapadnaja |                     |      | 2022    |             |